# 安国寺 (加東市)
安国寺（あんこくじ）は、兵庫県加東市にある臨済宗妙心寺派の寺院。山号は東渓山。本尊は十一面観世音菩薩。

## 歴史

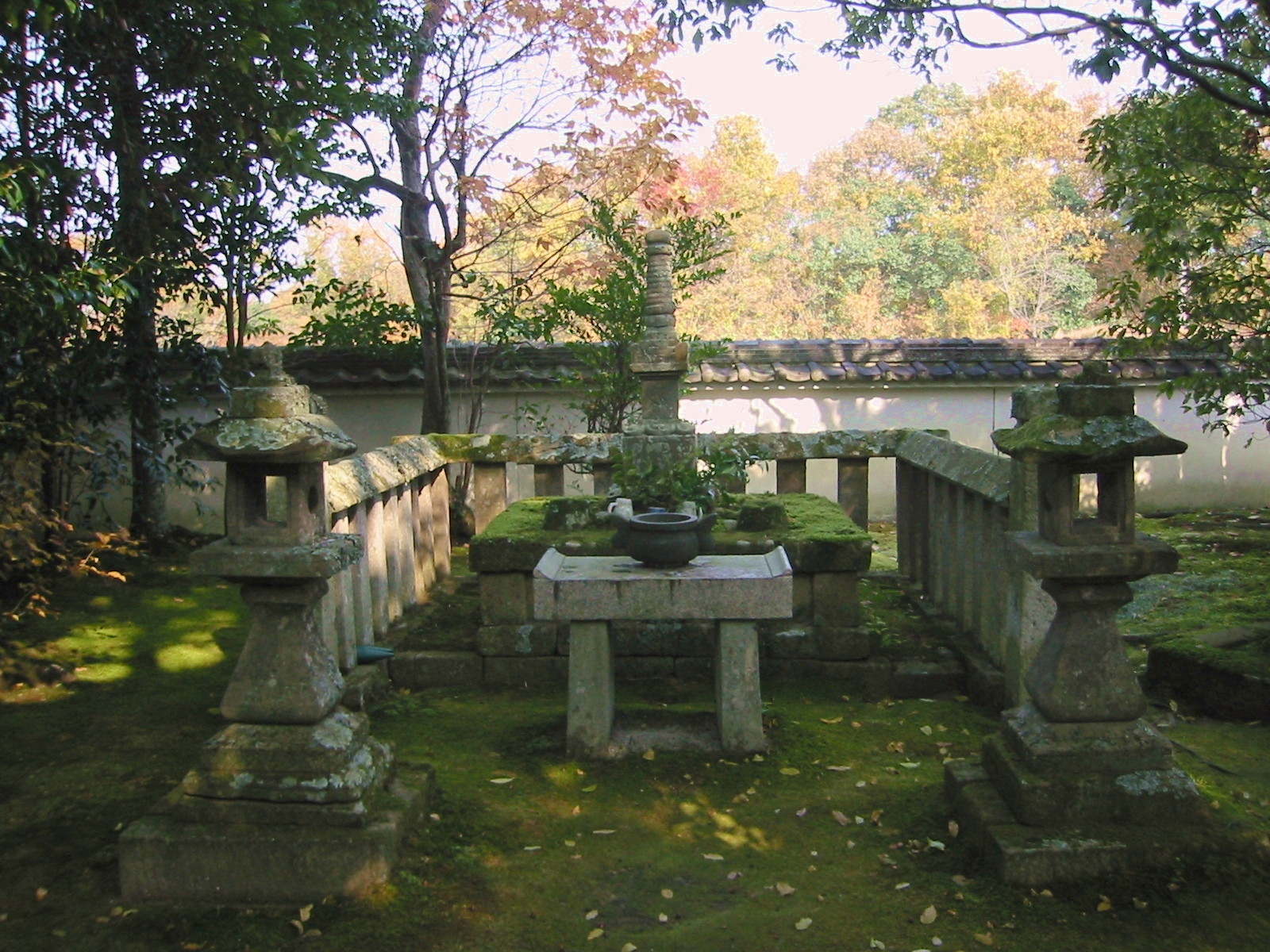
義教の首塚とされる塔

足利尊氏が後醍醐天皇をはじめとする南朝の戦没者の菩提を弔うために日本全国68か所に建てた安国寺のひとつ。
嘉吉の乱で播磨守護赤松満祐に暗殺された室町幕府第6代将軍足利義教のものだとされる宝篋印塔の首塚がある。
嘉吉元年（1441年）6月24日に嘉吉の乱を起こして足利義教を暗殺した赤松満祐は、義教の首を奉じて播磨国河合（現・小野市）の堀殿城に入った。その後、足利氏ゆかりの当寺まで大行列を作って首を運び、播磨国の禅僧を多数集めて盛大な法要を営んで葬ったと伝えられている。しかし、7月1日になって幕府の使者・季瓊真蘂が来て義教の首の返還を要求したため、満祐は首を返還している。

## 境内
- 方丈
- 庭園 - 枯山水庭園。
- 庫裏
- 鐘楼
- 山門
- 総門
- 伝足利義教首塚（加東市指定有形文化財） - 宝篋印塔。足利義教のものだとされる首塚[1]。

## 文化財

### 加東市指定有形文化財
- 宝篋印塔 - 総高173センチ。凝灰岩製[2]。